# Japanoiulus lobatus
Japanoiulus lobatus är en mångfotingart som beskrevs av Karl Wilhelm Verhoeff 1937. Japanoiulus lobatus ingår i släktet Japanoiulus och familjen kejsardubbelfotingar. Inga underarter finns listade i Catalogue of Life.